# Ángel Villán
Ángel Villán nació en Madrid en 1986. En 2010 ve publicada sus primeras obras. Vive actualmente en Madrid, ciudad donde ambientó su primera novela Infectus, publicada serialmente en internet desde 2006 y editada finalmente en papel por Editorial Séneca en 2010. También en 2010 ingresó en Nocte, ocupándose de coordinar antologías de relatos y el contenido de la web de la asociación.

## Obras
Infectus es su primera novela, ambientada en el norte de Madrid tras la destrucción causada por una pandemia zombi. Inicialmente la novela fue escrita y publicada de forma en línea en internet, desde 2006 hasta 2010 cosechando un gran número de lectores y visitas que finalmente proporcionaron el salto al papel. Antes de que estuviese incluso terminada ya se anunció que la Editorial Séneca se ocuparía de vender la novela en formato físico, separada en dos volúmenes debido a su longitud. El primero de ellos fue publicado en 2010 y está prologueada por el amigo y escritor Carlos Sisí, autor de la trilogía Los Caminantes, y el segundo a mediados de 2012
Aparte de Infectus, el autor ha publicado varios relatos breves en antologías de relatos. Antes de la publicación de la novela, publicó en 2010 Tiene mensajes nuevos. Para escucharlos, pulse... en la Antología Z Volumen I de la editorial Dolmen, relato breve que sirve como introducción y spin-off de Infectus. Así mismo, en 2011 publicó otro relato titulado Soy el superviviente definitivo en clave de humor en la Antología Z Volumen III de Dolmen, siendo este también otro spin-off de Infectus.
Ya apartado de la temática zombi, publicó un relato de terror titulado Asuntos pendientes en la antología Taberna Espectral, donde se recogen quince historias de fantasmas publicadas por la editorial 23 Escalones, El loco del bisturí dentro del Legendarium publicado por Tombooktu, que publicó más tarde también Arkhangelsk dentro de la antología Monstruos del Mar. Dentro de los relatos cortos, ha iniciado una serie de relatos de ambientación postapocaliptica relacionándose entre sí, contándose publicados Manada de Lobos en la antología Postales desde el Fin del Mundo y Cosecha Corrupta en la antología Family Nightmares, ambas de la editorial Universo.